# Баталаева
Баталаева — деревня в Черемховском районе Иркутской области России. Входит в состав Голуметского муниципального образования. Находится примерно в 53 км к западу от районного центра.

## Население
| 2002 | 2010 | 2011 | 2012 |
| ---- | ---- | ---- | ---- |
| 109  | ↘93  | →93  | ↘91  |